# John Satterthwaite (Bischof von Lismore)
John Steven Satterthwaite (* 11. August 1928 in Randwick, New South Wales, Australien; † 23. April 2016) war ein australischer Geistlicher und römisch-katholischer Bischof von Lismore. 

## Leben
Am 16. März 1957 empfing John Satterthwaite durch den Weihbischof in Rom, Luigi Traglia, die Priesterweihe für das Bistum Armidale.
Papst Paul VI. ernannte ihn am 6. März 1969 zum Titularbischof von Thignica und zum Koadjutorbischof von Lismore. Die Bischofsweihe spendete ihm der Erzbischof von Sydney, Norman Thomas Kardinal Gilroy, am 1. Mai desselben Jahres; Mitkonsekratoren waren Thomas Vincent Cahill, Erzbischof von Canberra und Goulburn, und James William Gleeson, Koadjutorerzbischof von Adelaide. 
Nach der Emeritierung Patrick Joseph Farrellys folgte er diesem am 1. September 1971 im Amt des Bischofs von Lismore nach. 
Am 1. Dezember 2001 nahm Papst Johannes Paul II. seinen vorzeitigen Rücktritt an.